# Poul Mangor
Poul Emil Mangor (30. marts 1918 – 11. oktober 2007) var en dansk arkitekt MAA i Frederikssund. Han stiftede den 3. juni 1948 arkitektfirmaet Mangor & Nagel, med arkitekten Børge Nagel. Han mødte Nagel på Christen Borchs tegnestue i København, hvor de begge var ansatte.